# 素晴らしい一日
『素晴らしい一日』（すばらしいいちにち、原題：멋진 하루）は、2008年公開の韓国映画。作家平安寿子（たいら・あすこ）の同名短編小説をイ・ユンギ監督が映画化。日本では2011年に公開された。

## ストーリー
失業し、貯金が底をついたヒス（チョン・ドヨン）は以前付き合っていたビョンウン（ハ・ジョンウ）に貸していた350万ウォンを返してもらおうと、彼のいる競馬場を尋ねる。切実なヒスの頼みにもかかわらずビョンウンは手持ちがないと言い、一緒に友人たちに金の工面を頼みに行こうと提案する。こうして別れた二人によるヒスの知らないビョンウンの過去の女性たちを訪ねる一日が始まる。

## キャスト
- ヒス：チョン・ドヨン
- ビョンウン：ハ・ジョンウ
- ハン女史：キム・ヘオク
- いとこ：キム・ジュンギ
- テヒ：キム・ヨンミン
- ウンジョン：チャン・ソヨン

## 受賞
- 第18回夫日映画大賞：主演男優賞（ハ・ジョンウ）
- 第10回釜山映画評論家協会賞：主演男優賞（ハ・ジョンウ）
- 第45回百想芸術大賞：監督賞（イ・ユンギ）